# عین بعال
عین بعال (به عربی: عين بعال) یک منطقهٔ مسکونی در لبنان است که در شهرستان صور واقع شده‌است.